# Касий Апрониан
Марк Касий Апрониан (на латински: Marcus Cassius Apronianus) е римски сенатор през 2 век. Баща е на историка Дион Касий.

## Биография
Произлиза от фамилията Касии от Никея (днес Изник в Турция), главния град на Витиния.
Жени се за дъщерята или сестрара на гръцкия историк Дион Хрисостом, произлизащ от Пруса и живеещ в Рим. Баща е на историка Дион Касий (консул 291 г.).
Апрониан е вероятно 179/180 г. проконсул на провинцията Ликия и Памфилия и 182 или 183 г. легат в Киликия. Приет е в Сената и през 183/184 г. става суфектконсул. През 185 г. е легат на Далмация.